# 长洲县学大成殿
长洲县学大成殿，位于江苏省苏州市姑苏区干将东路518号，平江实验学校内。建于清代，为苏州市文物保护单位。

## 特点
长洲县学大成殿为苏州府长洲县学（孔庙）的大殿，为祭孔场所。长洲县学成立于南宋咸淳元年（1265年），立址在南宋淳熙元年（1174年）建的广化寺。明嘉靖二十年（1541年）迁到现址新建，清雍正三年（1725年）后分出元和县学，与长洲县共用。清光绪三十年，长洲元和县学废。次年在县学址办吴县第五初等小学堂，沿革至今成为平江实验学校。
现存的大成殿于清光绪八年（1882年）重建。为重檐歇山顶，面阔七间，进深六檩，扁作梁，殿前有台。1998年11月24日，苏州市人民政府公布，其入选第四批苏州市文物保护单位。